# آرثر مولتون
آرثر مولتون (بالإنجليزية: Arthur Moulton)‏ هو قسيس أمريكي، ولد في 1873 في ورسستر في المملكة المتحدة، وتوفي في 1962 في مدينة سولت ليك في الولايات المتحدة.